# Stelgistrum stejnegeri
Stelgistrum stejnegeri är en fiskart som beskrevs av Jordan och Gilbert, 1898. Stelgistrum stejnegeri ingår i släktet Stelgistrum och familjen simpor. Inga underarter finns listade i Catalogue of Life.